# 토요타 비츠
토요타 비츠는 일본의 자동차 제조사인 토요타 자동차에서 1999년부터 2019년까지제작 및 판매했던 소형차이다.

## 1세대

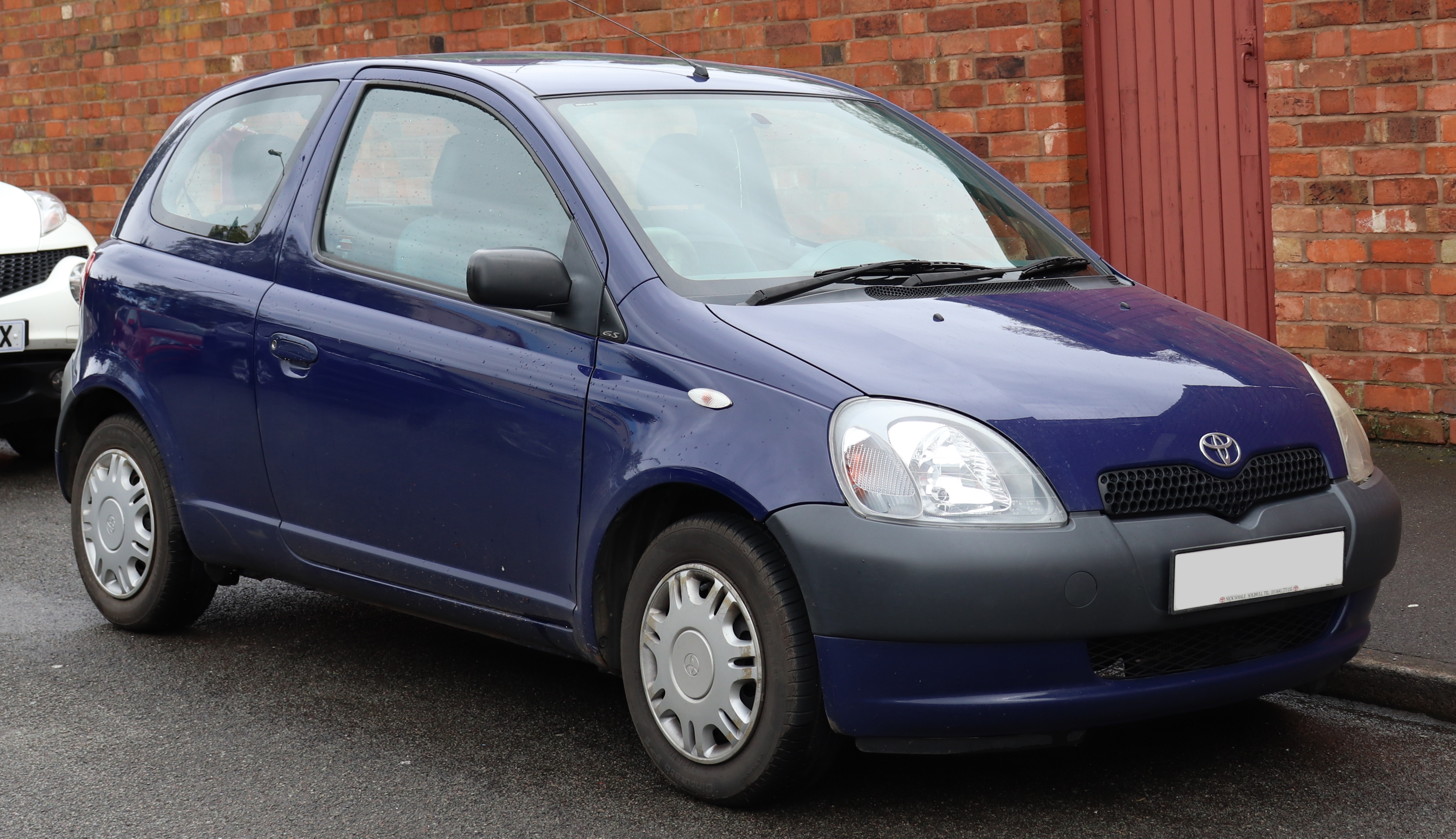
야리스 전기형 전면부

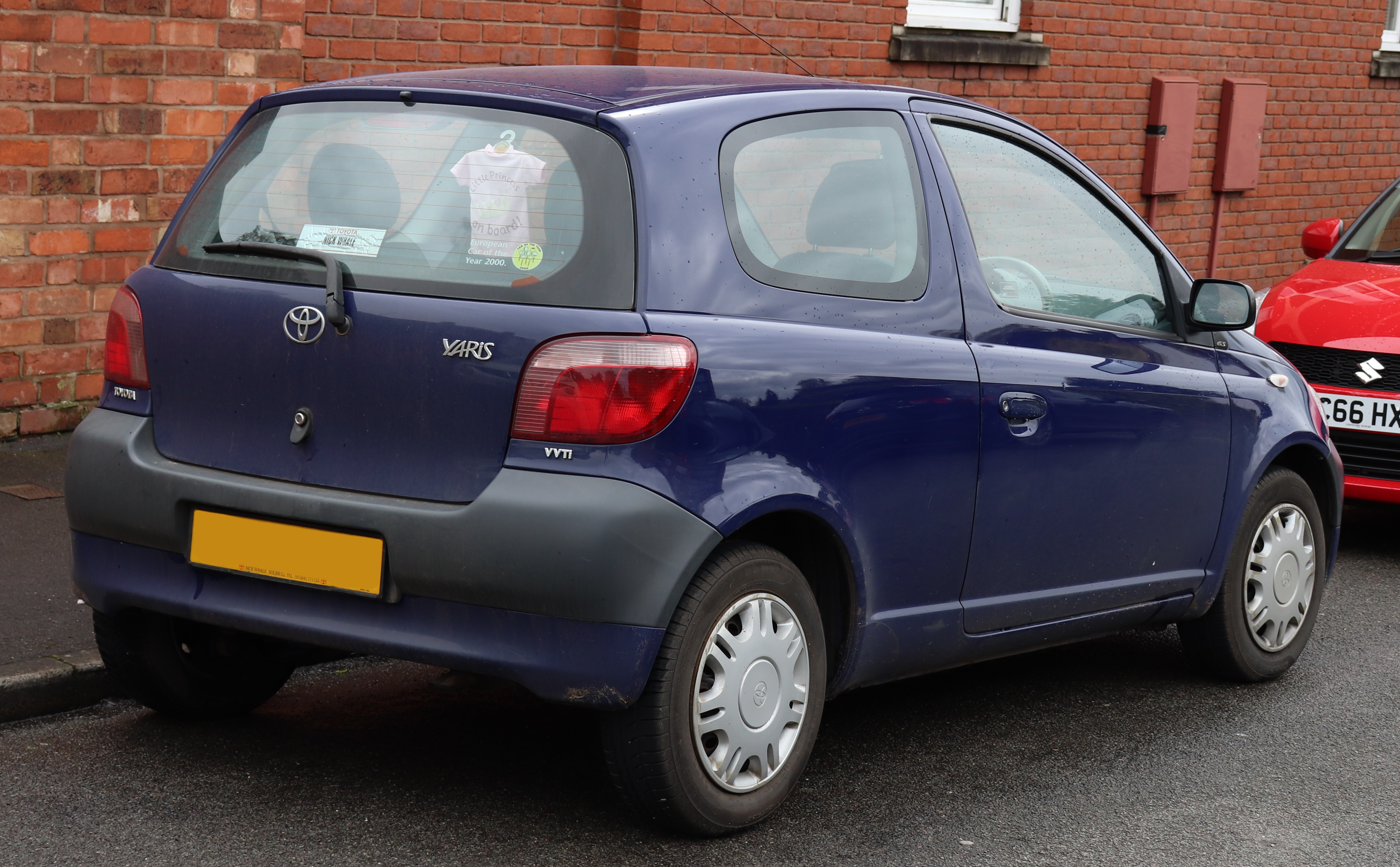
야리스 전기형 후면부

1999년 1월 13일에 일본에서 최초로 출시되었으며, 스타렛의 후속 모델이다. 토요타가 1997년에 공개한 펀 프로젝트의 일원 중 하나인 펀타임 컨셉트를 기반으로 개발하였으며, 토요타 ED2에서 근무하던 소티리스 코보스가 디자인한 둥근 익스테리어 및 인테리어가 특징이다. 그리고 계기판은 초창기의 프리우스처럼 대시보드 중앙에 배치하였다. 유럽 시장에서는 3월에, 호주에서는 10월 8일에 출시되었다. 유럽에서는 비츠가 독일어로 농담을 뜻하는 Witz와 발음이 같다는 이유로 야리스로 변경되었고, 이후 다른 시장에도 사용되었다. 그리고 제20회 1999-2000 일본 카 오브 더 이어를 플라츠, 펀 카고와 함께 수상하였다. 2001년 12월 20일에는 페이스리프트를 거쳤으며, 전면부 디자인이 변경되었고 뒷좌석 6:4 분할 시트가 표준 적용되었다. 다만 RS와 클라비아 사양은 외관 변경이 없었다. 해외 시장에서는 2년 뒤인 2003년에 페이스리프트를 거쳤다. 중국에서는 FAW를 통해 샤리 위지라는 명칭으로 2002년부터 2012년까지 판매되었다.

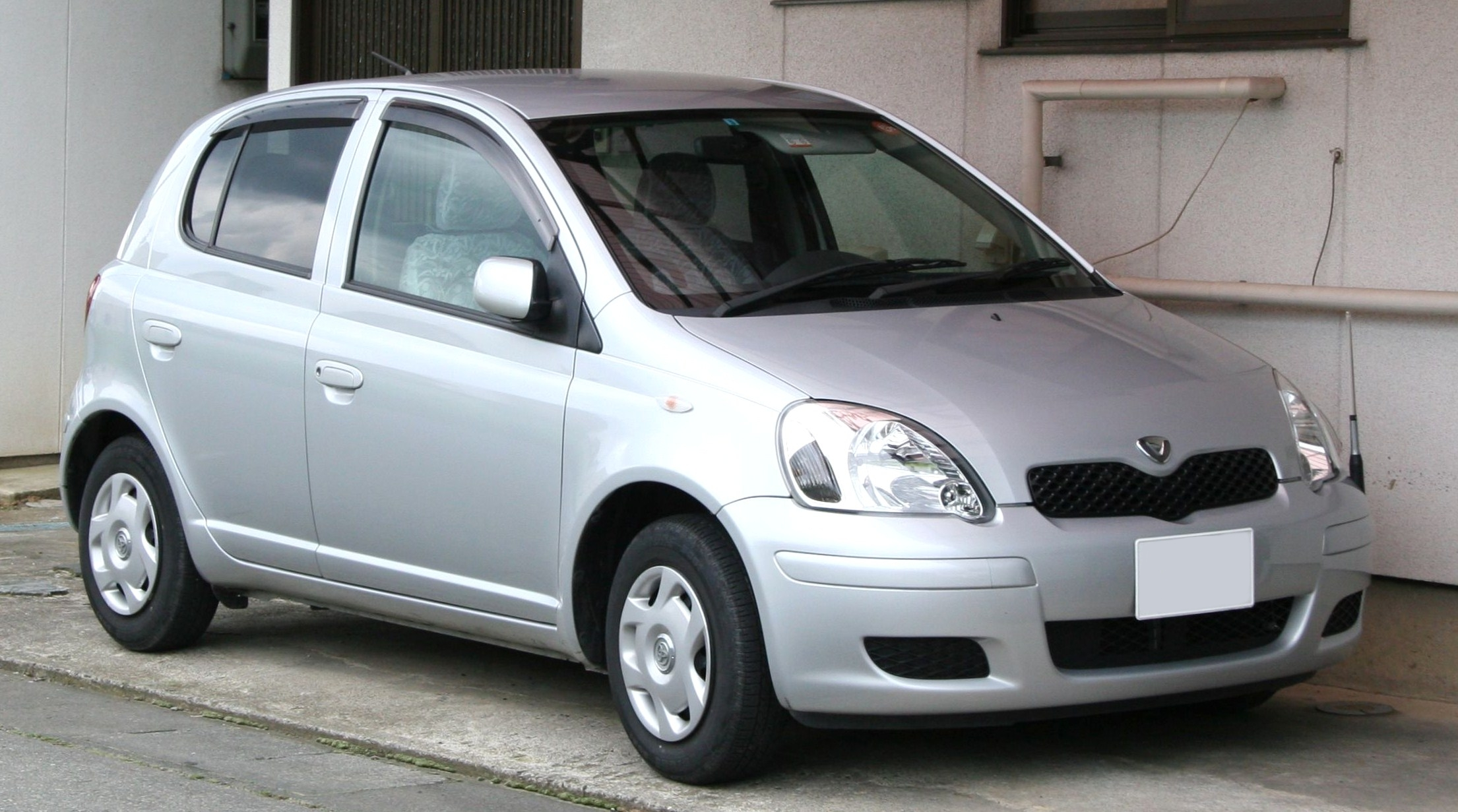
비츠 후기형 전면부
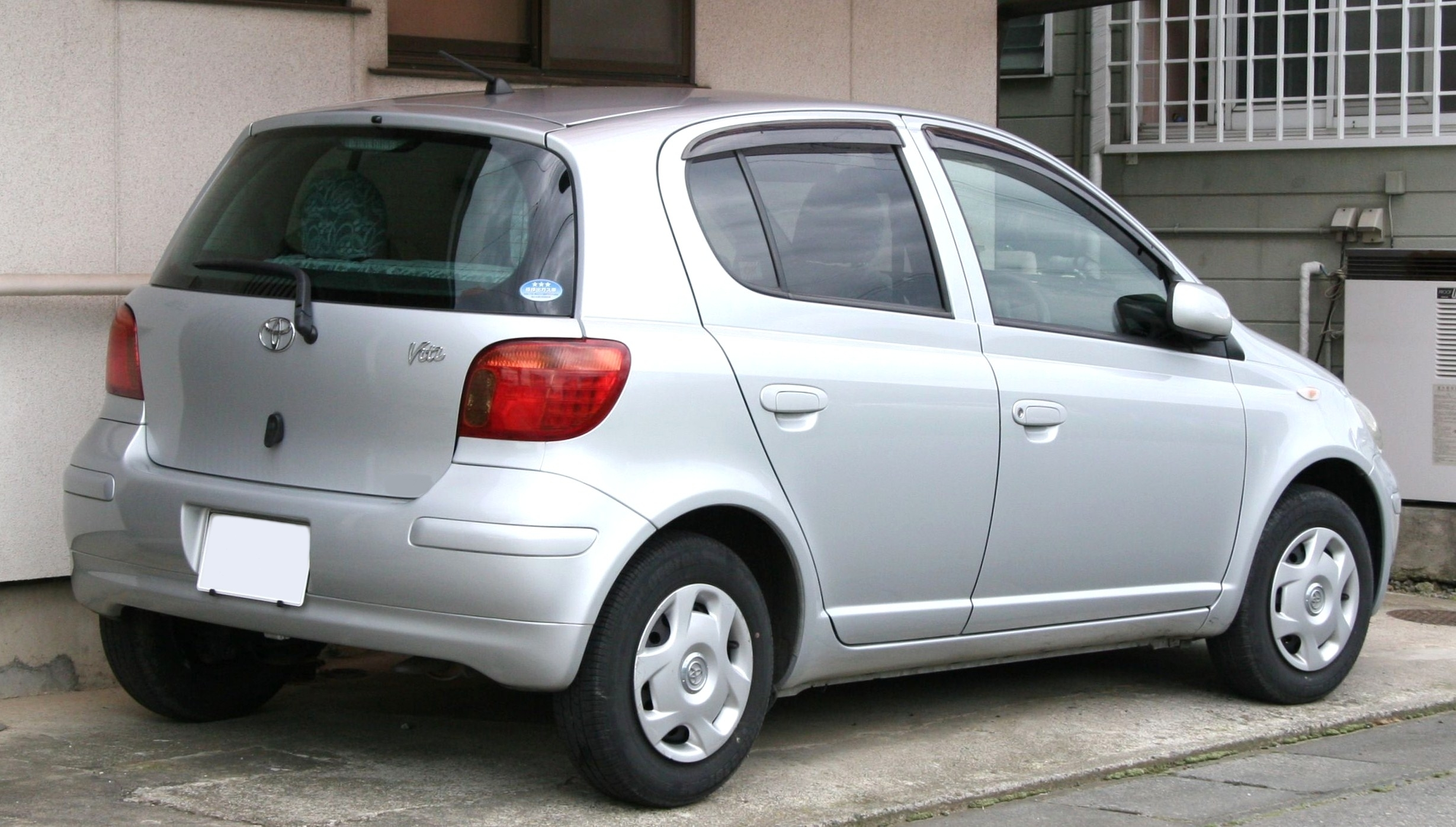
비츠 후기형 후면부

## 2세대

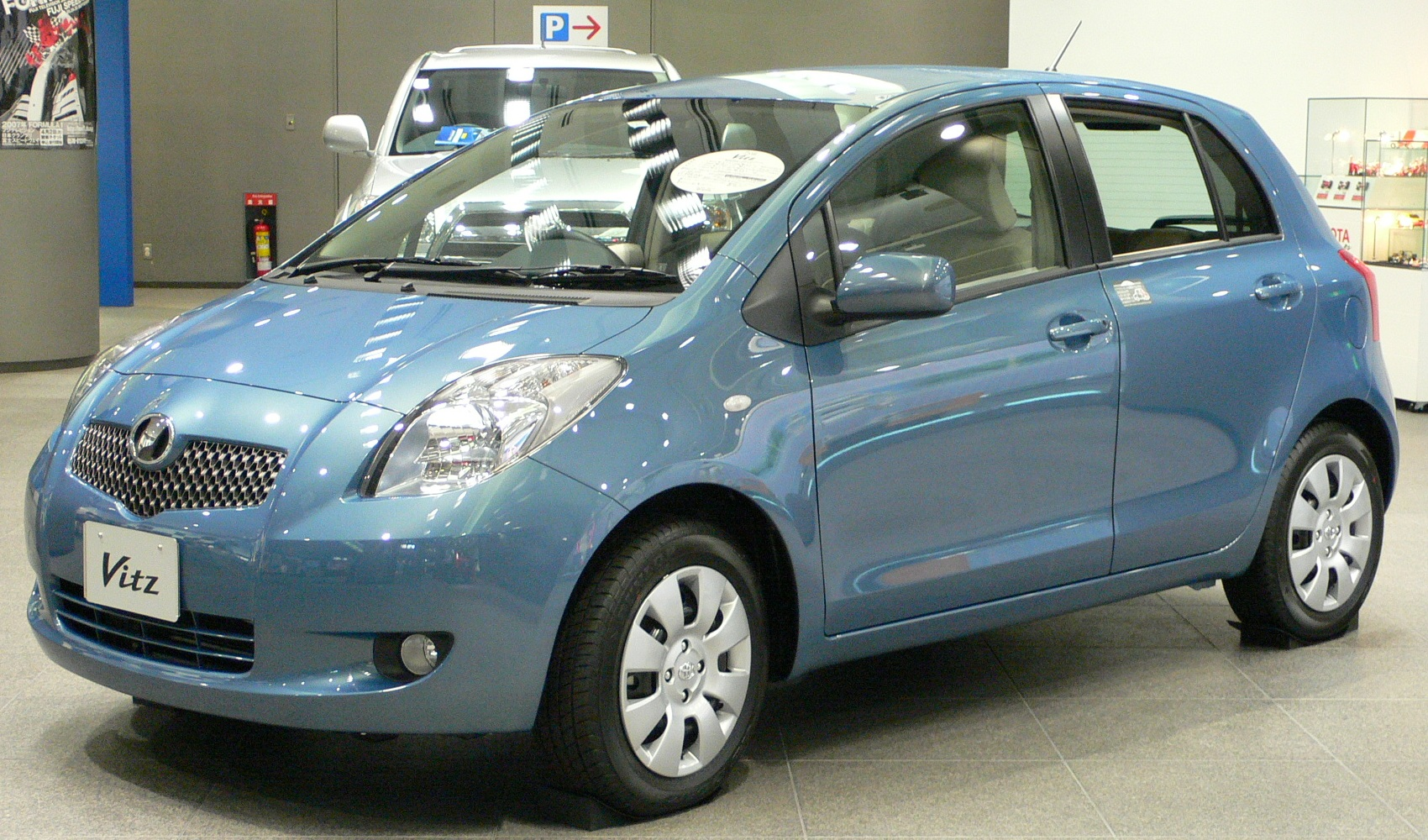
비츠 전기형 전면부

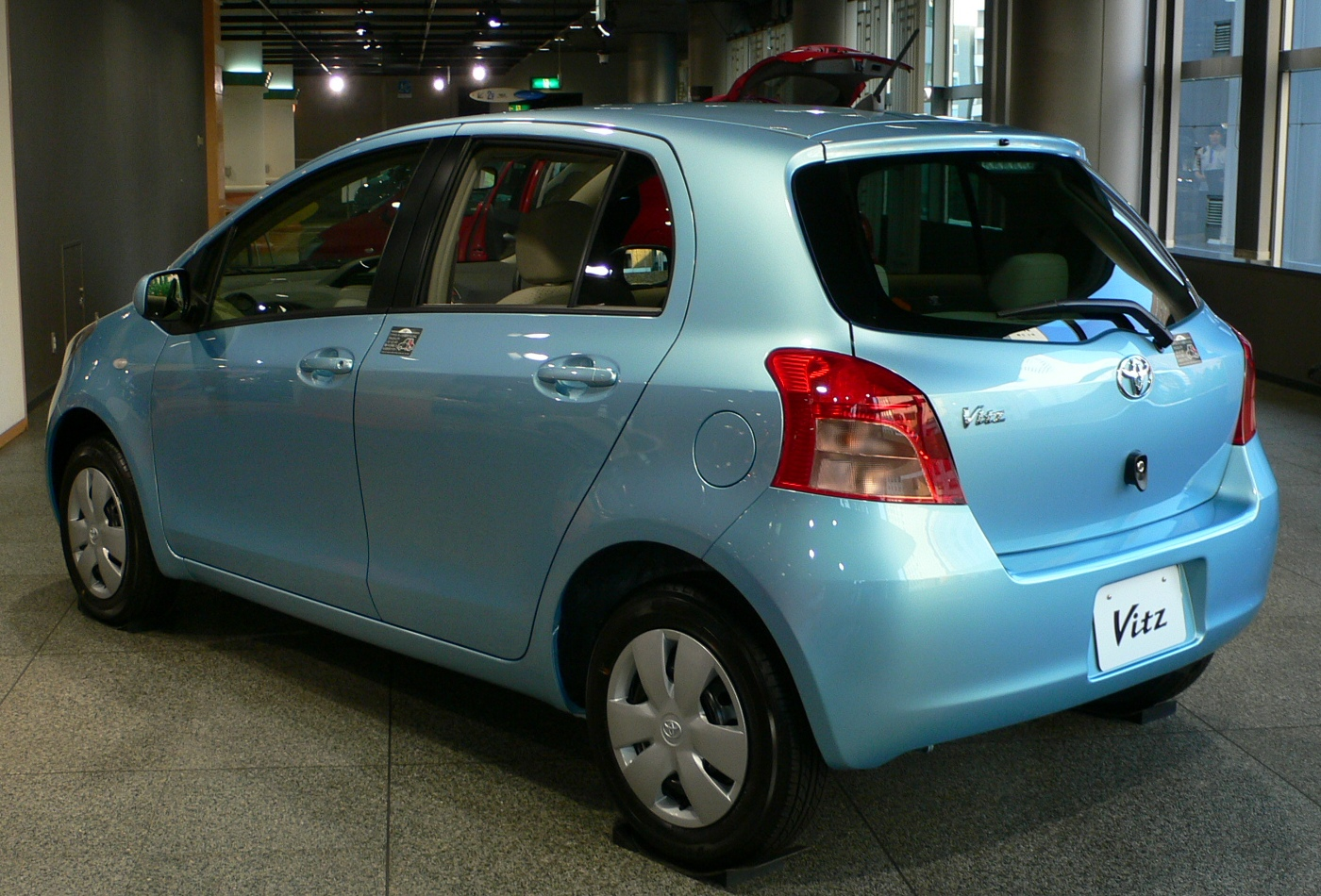
비츠 전기형 후면부

2005년 2월 1일 일본에 출시되었으며, 곡선이 이전보다 더욱 극대화된 디자인을 하고 있다. 이 모델부터 북아메리카 시장에서도 야리스 해치백으로 판매를 개시하였고, 대만과 중국, 동남아시아 등 여러 시장에도 출시되었다. 새로운 플랫폼을 기반으로 개발하여 차체 사이즈가 더 커지게 되었고, 전폭이 5넘버 사이즈를 완전히 채우게 되었다. 일본 내수용 모델은 넷츠 전용 로고를 장착하였고, 3도어 해치백도 선택할 수 있었던 다른 시장과는 달리 일본과 대만에는 5도어 해치백만 존재하였다. 2007년 8월 27일에는 마이너체인지를 거쳤으며, RS 사양을 제외한 모델의 디자인을 변경하였으며 커튼 및 사이드 에어백을 기본 적용하였다. CM 모델로 고토 쿠미코와 리락쿠마가 출연하였으며, 2008년 1월 27일에는 RS 사양도 마이너체인지를 거쳤다. 야리스는 2010년에 페이스리프트를 거쳤으며, 일본에서는 3세대 모델이 발매되기 직전인 동년 12월에 판매가 중단되었다. 이후 야리스도 2011년 5월에 단종되었으며, 대만에서는 2014년 3월까지 판매되었다. 다이하츠에서 샤레이드라는 명칭으로 태국 생산 모델을 유럽에 2011년부터 2013년까지 수출하였으며, 해당 차량이 단종된 이후 유럽 시장에서 철수했다.

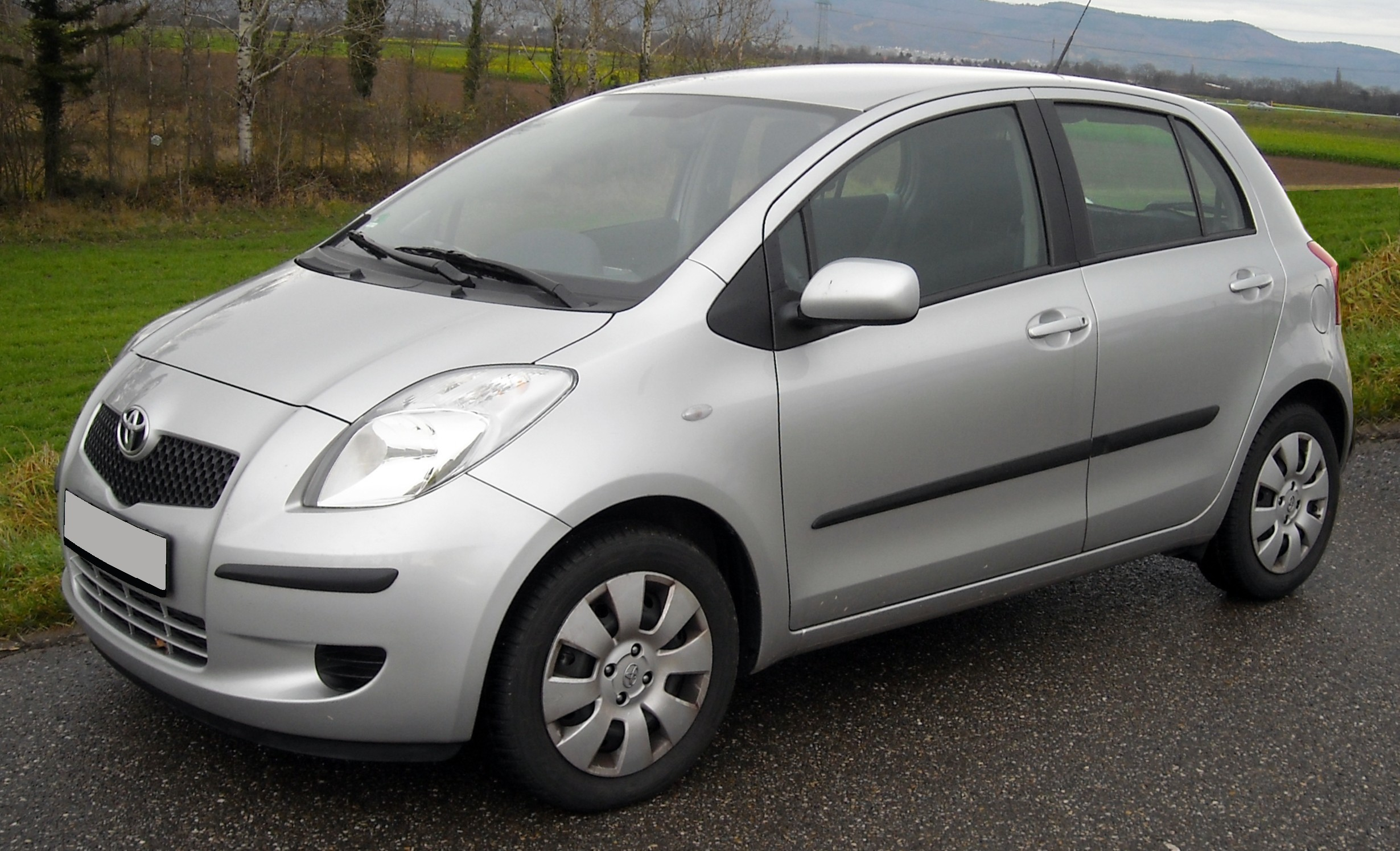
야리스 후기형 전면부
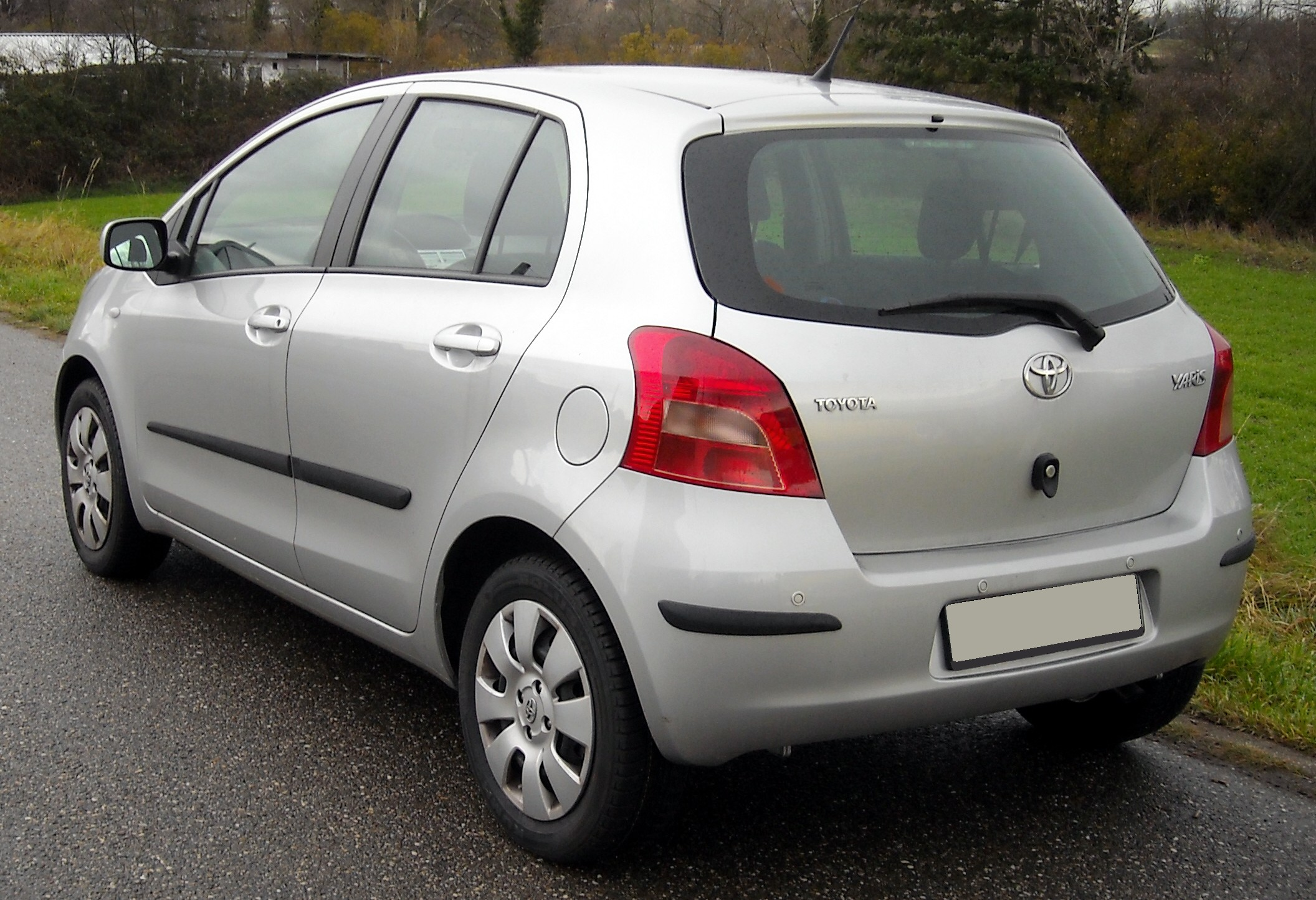
야리스 후기형 후면부
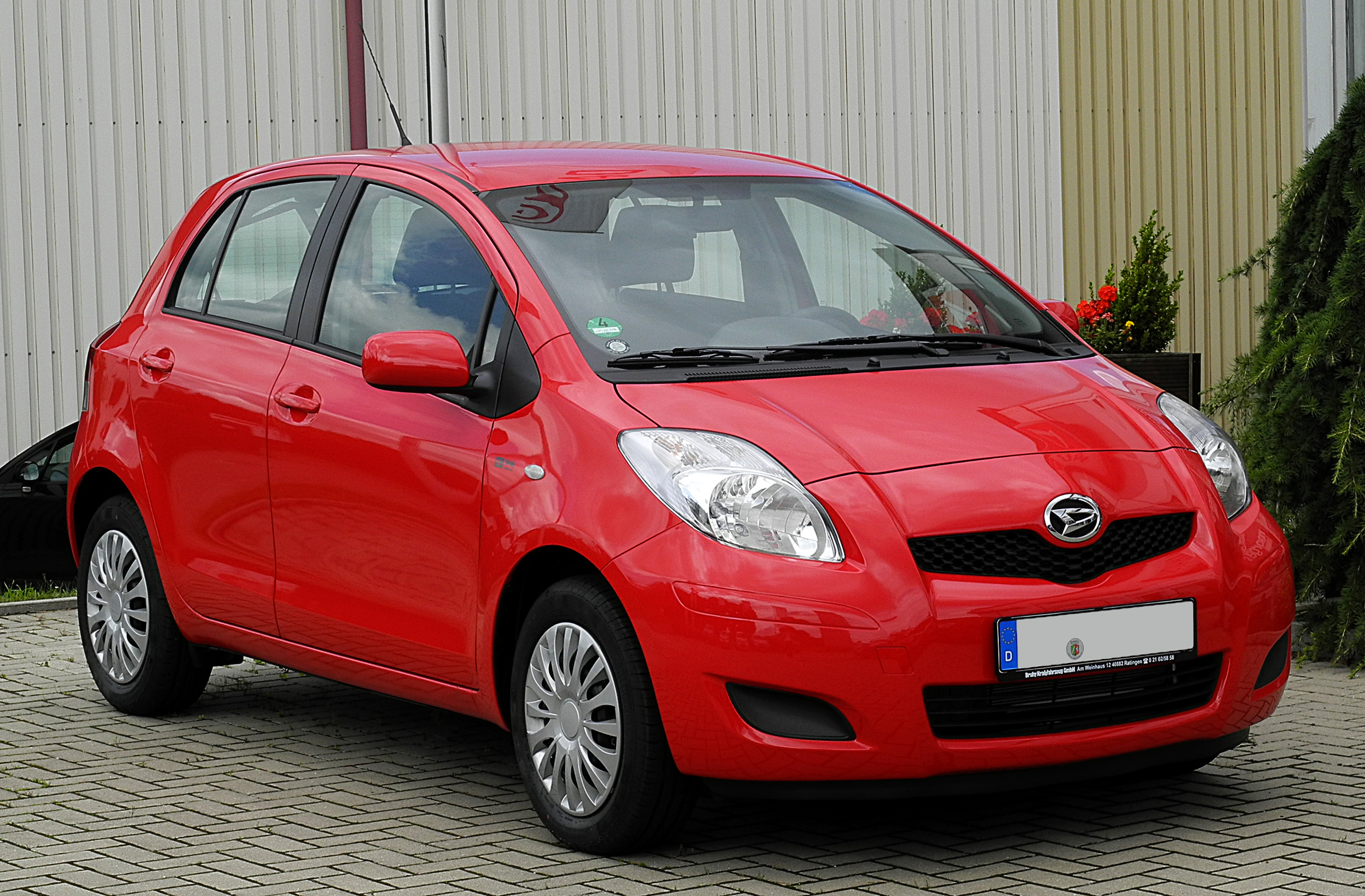
다이하츠 샤레이드 전면부
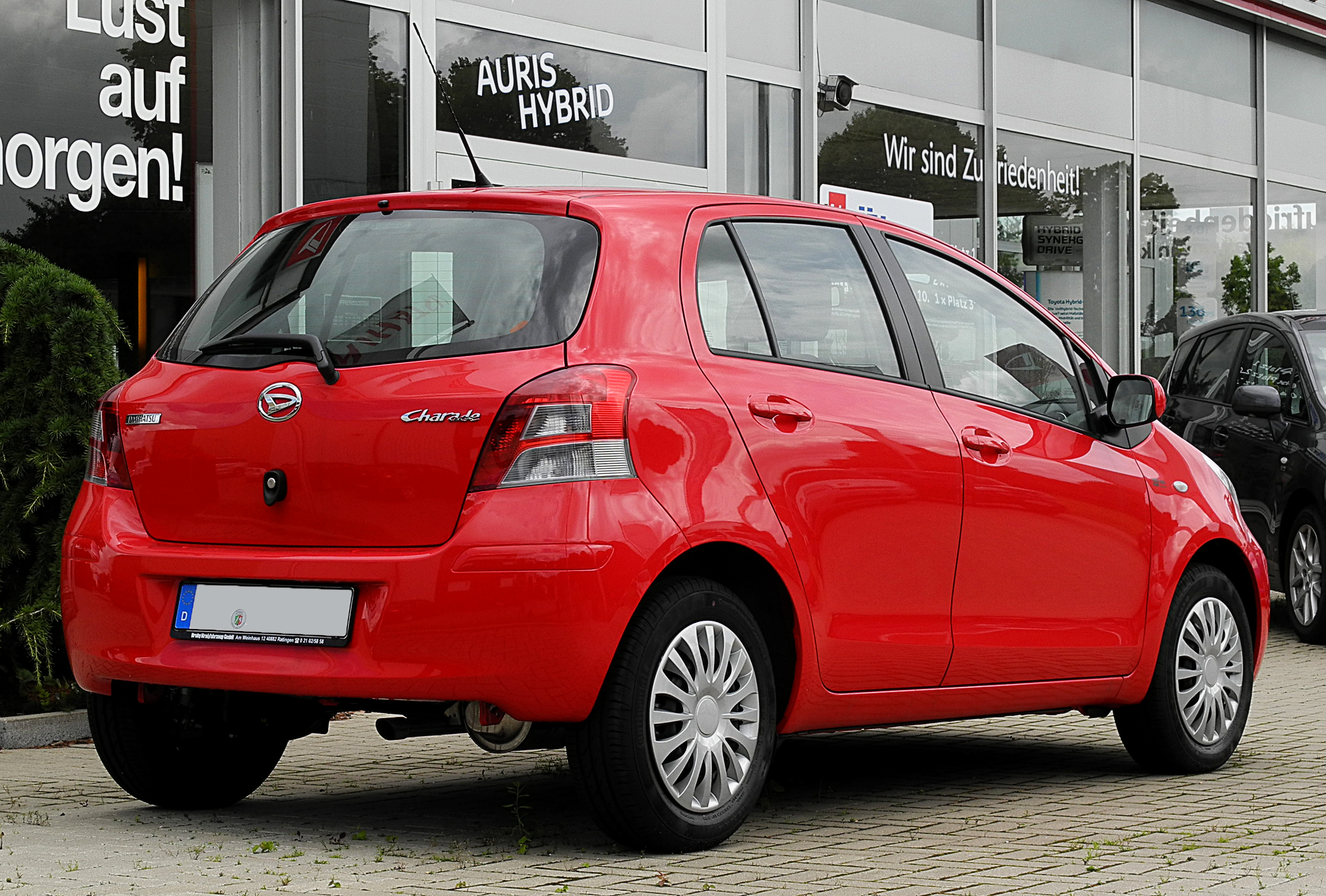
다이하츠 샤레이드 후면부
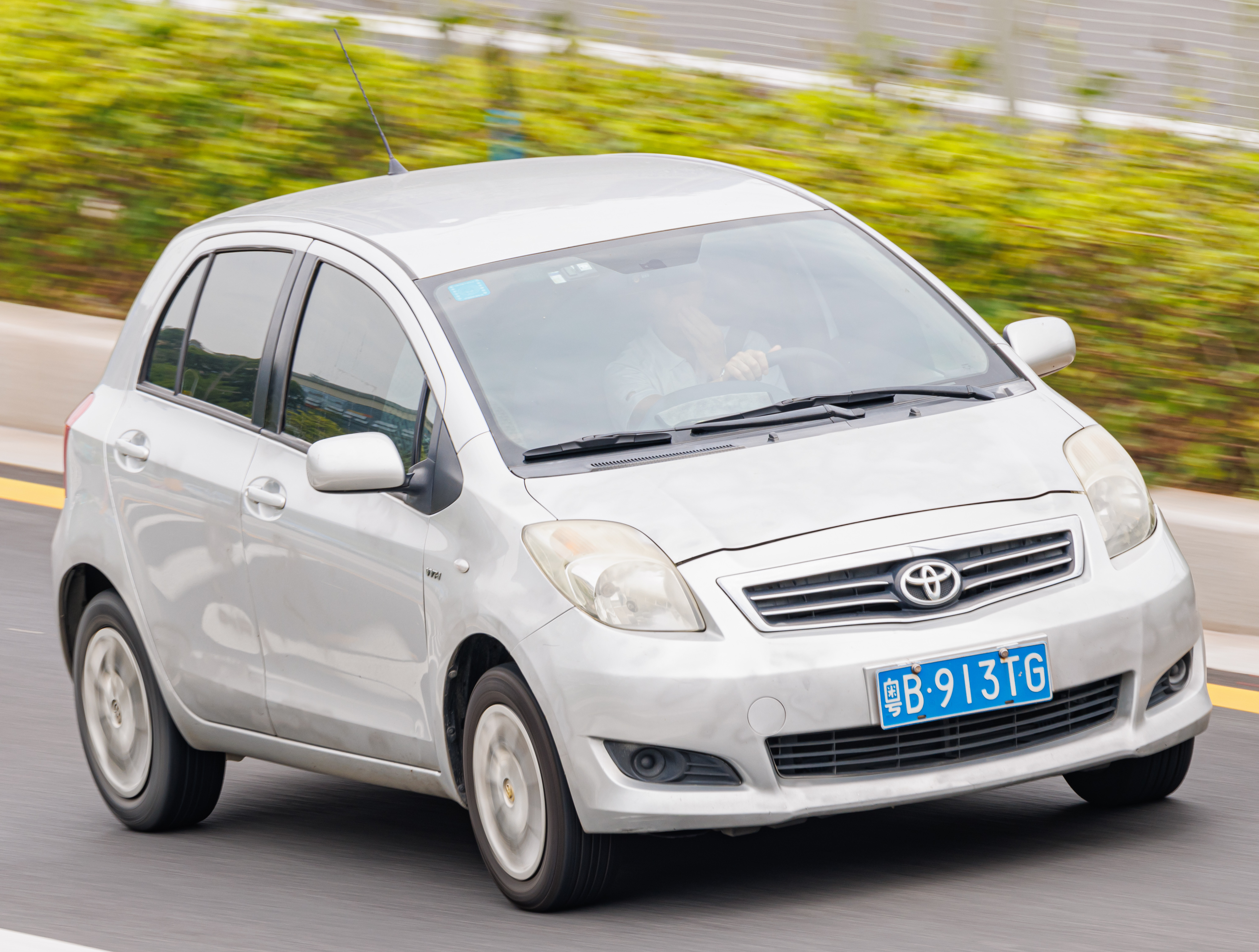
중국 사양 (2011년 개량형)

## 3세대

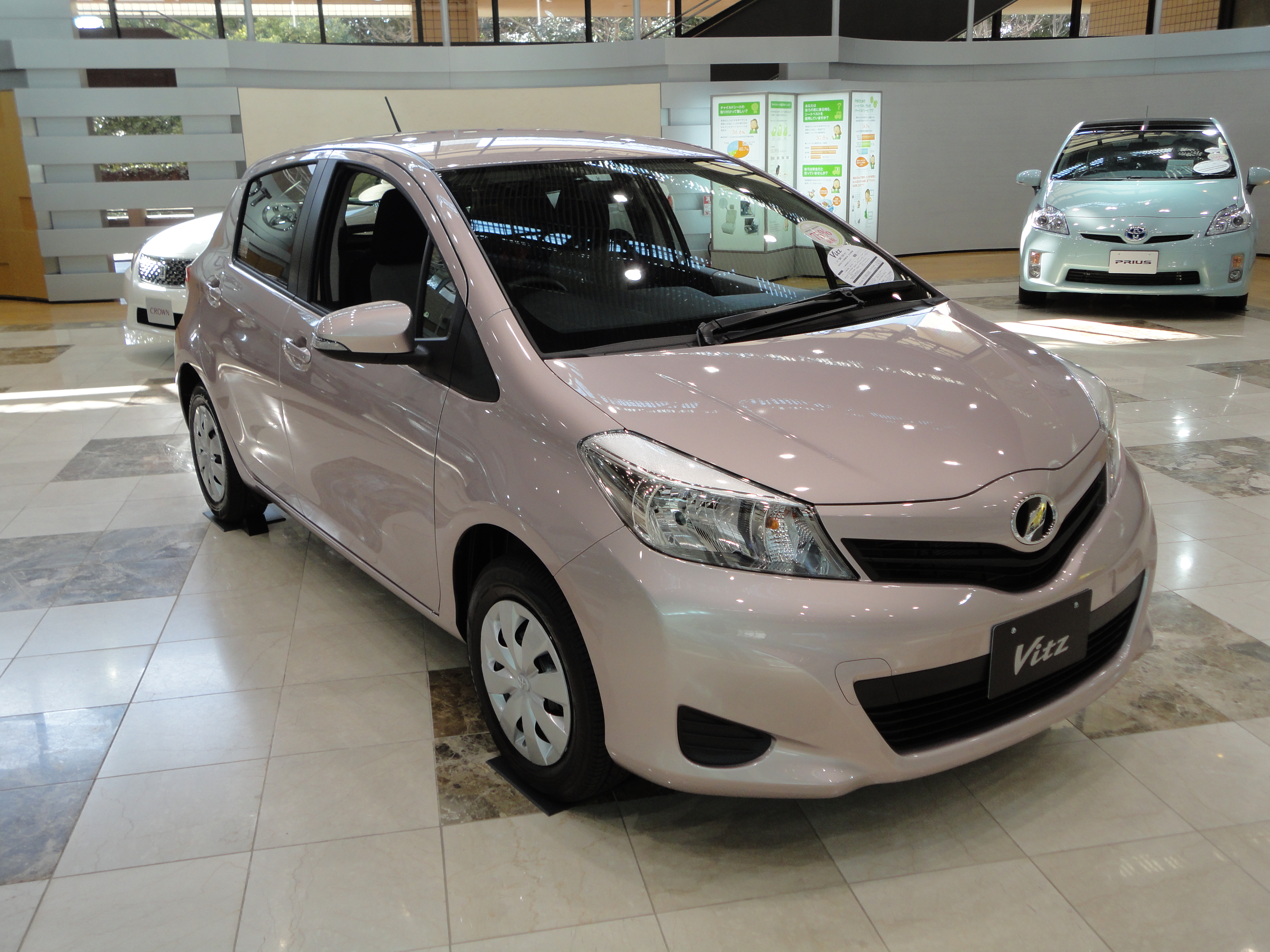
비츠 전기형 전면부

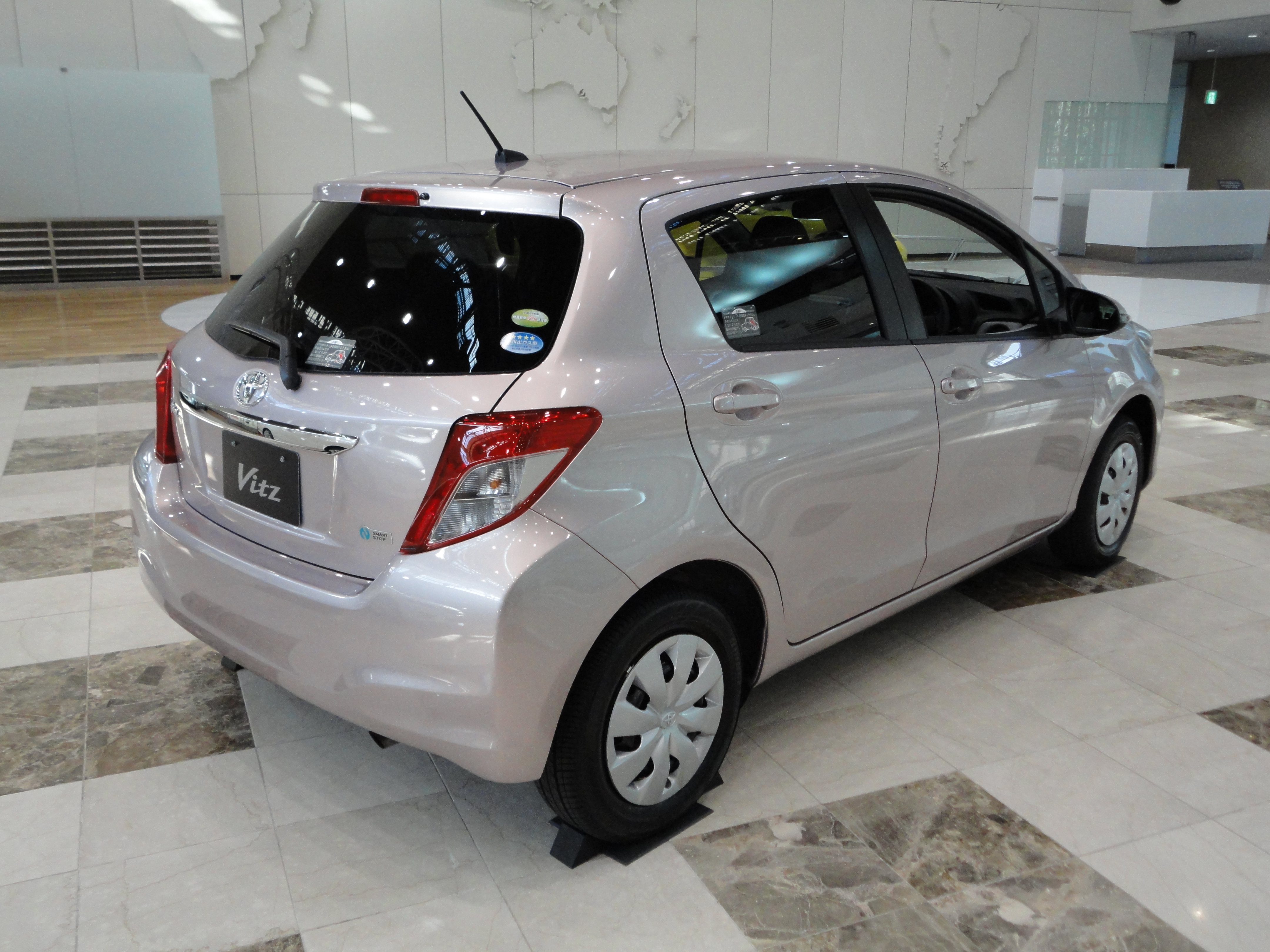
비츠 전기형 후면부

2010년 12월 22일에 출시되었으며, 오오사와 타카오와 이쿠타 토마가 광고에 출연했다. 1994년부터 1999년까지 판매된 터셀/코르사 3도어/코롤라 II와 같은 크기로 커졌으며, 전폭은 이전과 같은 크기로 유지했다. 뒷 번호판의 위치가 이전의 뒷범퍼가 아닌 트렁크로 이동했으며, 프런트 와이퍼가 효율성 향상을 이유로 싱글 와이퍼가
되었다. 이전처럼 일본에는 5도어 해치백만 제공되고, 해외 시장에서는 3도어 해치백도 선택할 수 있게 하였다. 중화권과 동남아시아에서는 일본 및 유럽형 모델과는 다른 별도의 모델이 2013년부터 대신 판매되고 있다. 북아메리카에서는 초기에는 일본에서 생산한 모델을 수입하다가 2013년부터 프랑스산 모델을 수입하였으며, 2019년에 마쓰다 2 기반의 모델이 출시되면서 수입이 중단되었다. 2013년 8월 7일에 고성능 한정판 모델인 비츠 GRMN 터보가 200대 한정 판매되었으며, 2014년 4월 21일에 1차 페이스리프트를 거치면서 킨 룩이라는 패밀리룩을 도입하였으며, 이전보다 더욱 다양한 종류의 색상을 추가하였다. 야리스도 같은 시기에 페이스리프트를 거쳤으며, 비츠 RS의 전면부를 적용하였다. 2017년 1월 12일에는 2차 페이스리프트를 거쳤으며, 전후면부 디자인을 대폭 변경함과 동시에 LED 헤드램프 및 리어램프를 옵션으로 추가하였다. 2019년 12월에 4세대 야리스의 출시를 앞두고 생산이 중단되었으며, 이듬해인 2020년 3월 31일에 남은 재고 차량이 다 판매되면서 단종되었다. 그리고 야리스도 동년 6월에 생산이 중단되었다.

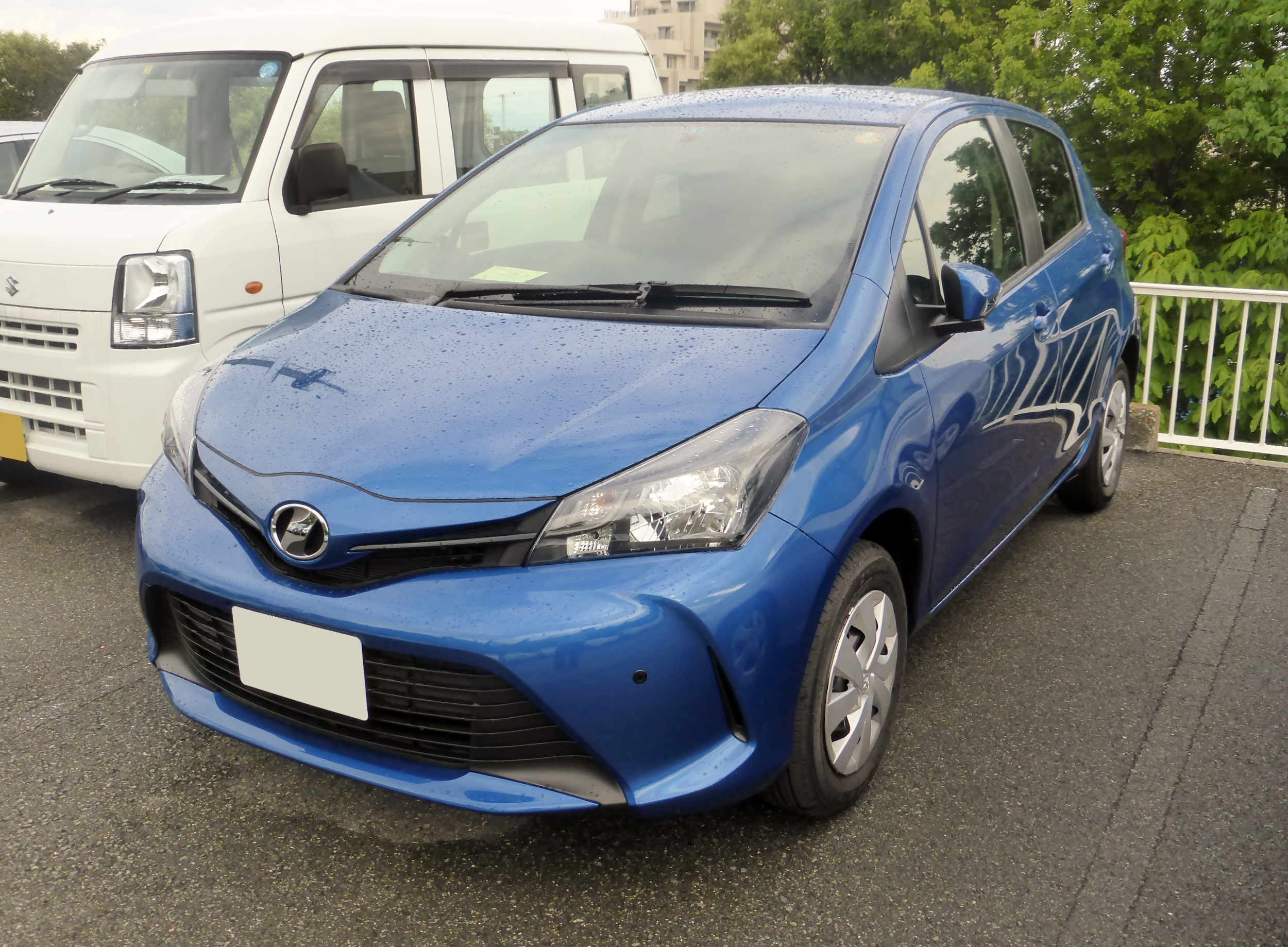
비츠 후기형 전면부
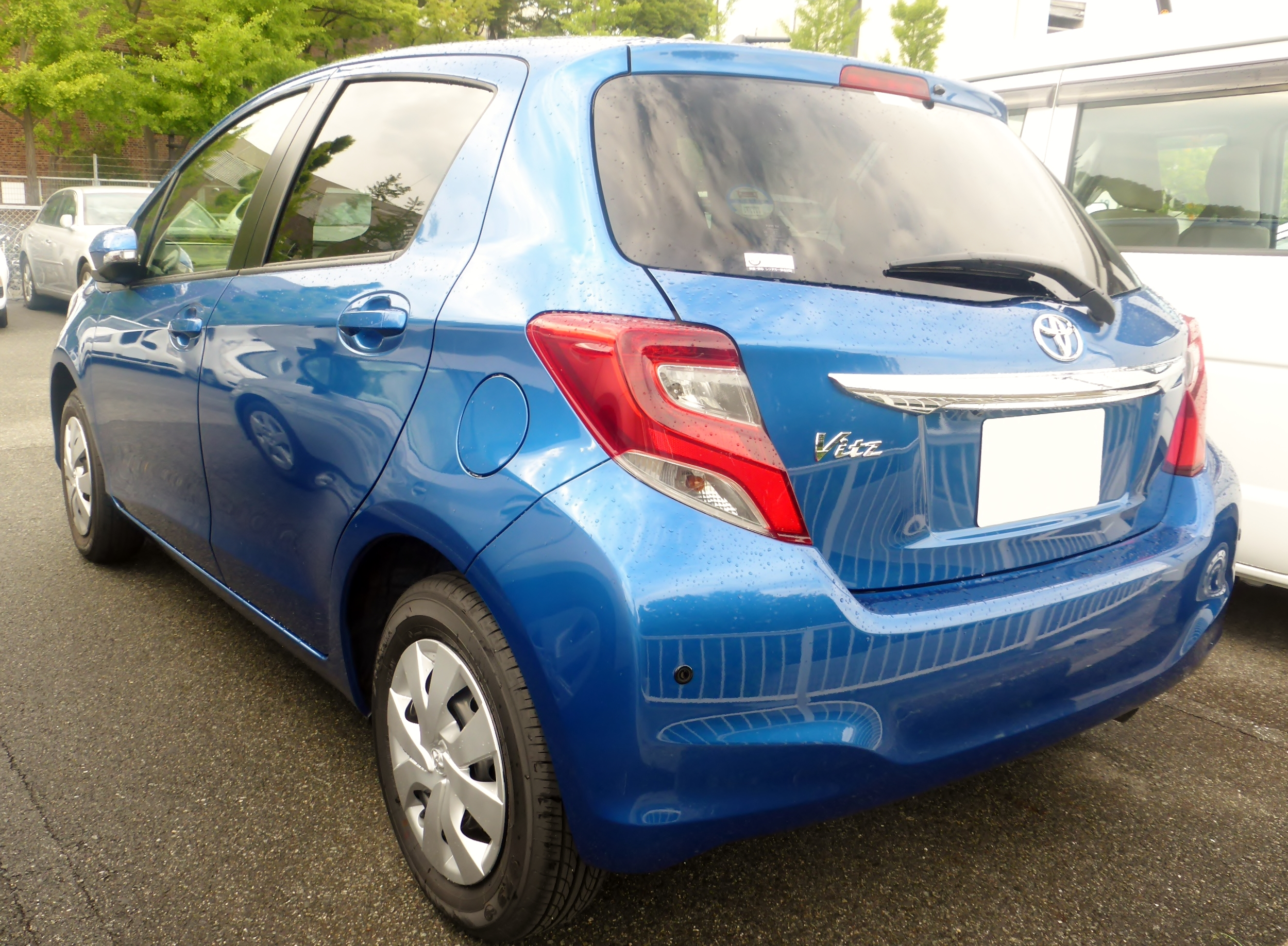
비츠 후기형 후면부
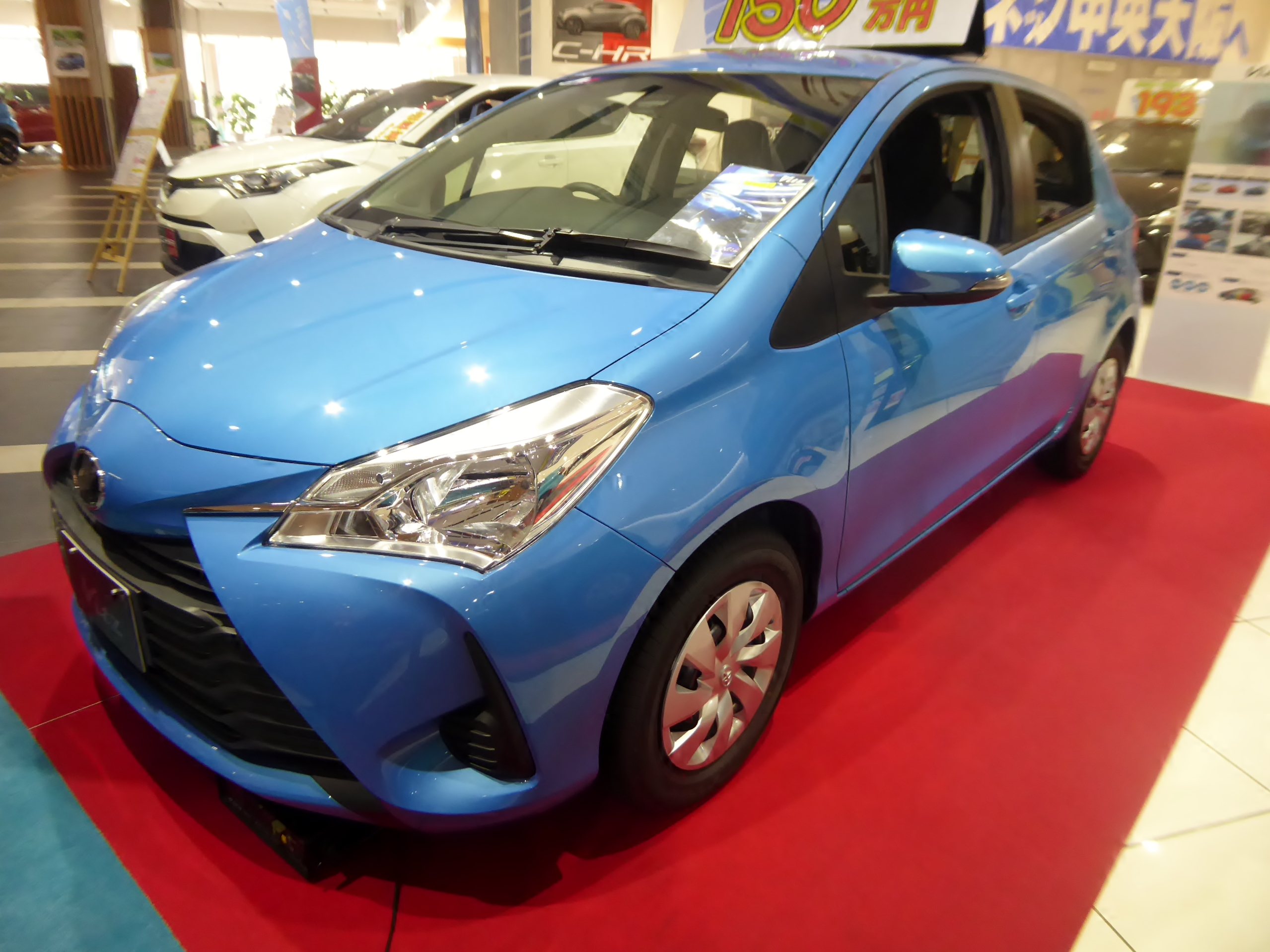
비츠 최후기형 전면부
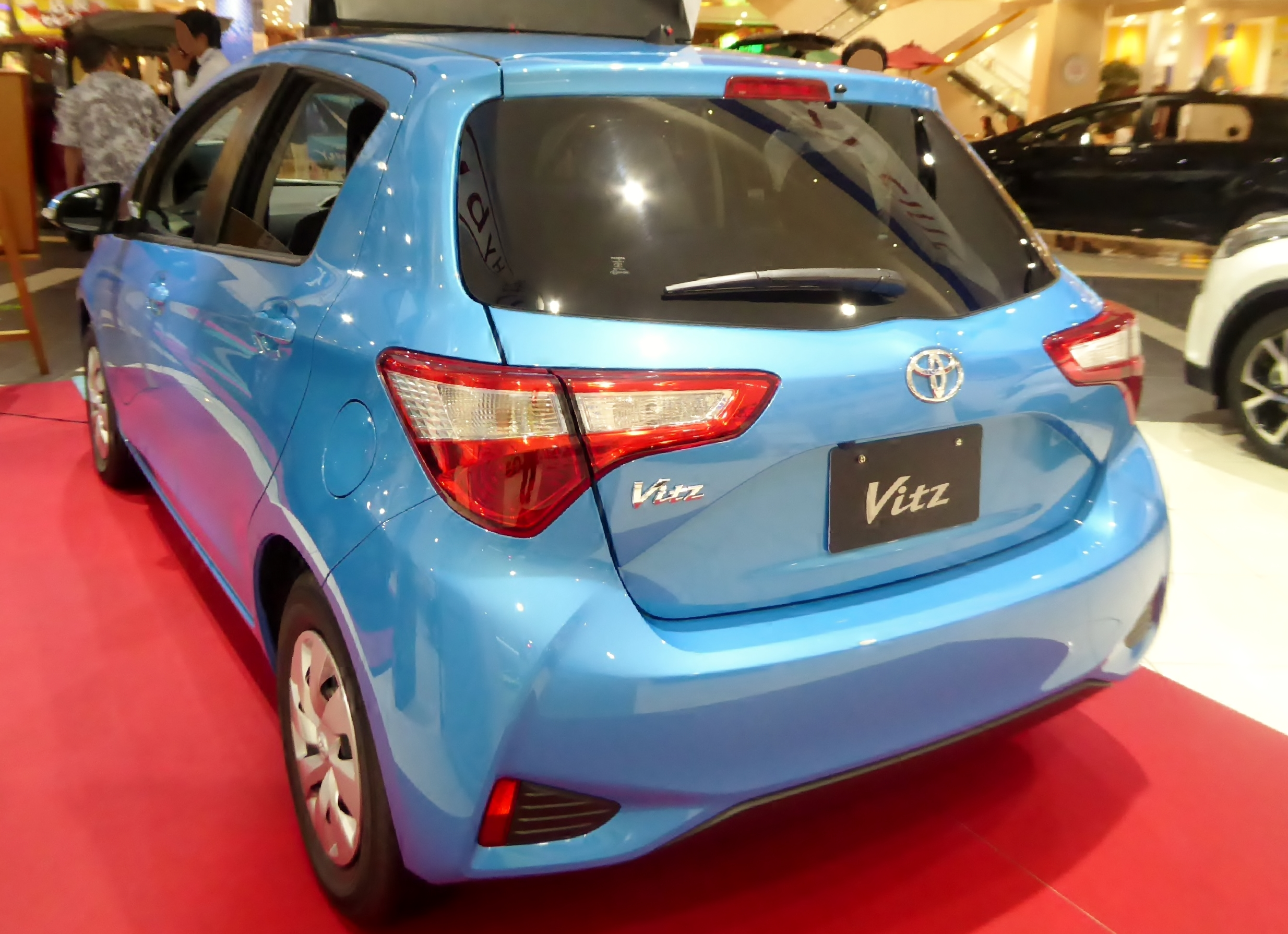
비츠 최후기형 후면부

## 경쟁 차종
- 혼다 - 피트
- 닛산 - 마치, 노트
- 마쓰다 - 2
- 미쓰비시 - 미라쥬
- 현대 - 클릭, i20
- 기아 - 프라이드, 리오
- 폭스바겐 - 폴로
- 포드 - 피에스타
- 르노 - 클리오
- 푸조 - 208